# فيلي وايت
فيلي وايت (بالإنجليزية: Willie White)‏ (5 مارس 1895 باسكتلندا في المملكة المتحدة - 28 نوفمبر 1974) هو لاعب كرة قدم بريطاني (وحمل سابقاً جنسية المملكة المتحدة لبريطانيا العظمى وأيرلندا) في مركز حراسة المرمى. لعب مع نادي ساوثهامبتون وهارت أوف ميدلوثيان وهاميلتون أكاديميكال ونادي ألدرشوت ورابطة كرة القدم الاسكتلندية الحادية عشر ‏.